# 菊判
菊判（きくばん）は、紙および書籍の寸法のひとつ。

## 紙
サイズは縦939mm×横636mm（3尺1寸×2尺1寸）。明治の中頃に日本橋の川上正助店が、横浜にあるアメリカン・トレージング商会に注文しアメリカから輸入した。当初は新聞用紙の寸法だったがそれだけでは不経済であり、一般の出版物にも使われ始めた。販売するにあたって商標をどうするか検討した結果、「輸入紙の商標がダリアの花であり、ダリアは菊に似ていること」、「この紙が新聞に使用されており、新聞の「聞」の字は「きく」と読むこと」、「菊は皇室紋（菊花紋章）であること」などの理由から菊の花を商標にし「菊印判」として売り出したといわれる。次第に菊印判が流行し、いつの間にか菊印判を略して菊判と通称されるようになった。

## 書籍
紙の菊判を縦横とも4分の1（16折り）にした大きさで、縦218mm×横152mm（7寸2分×5寸）。A5判よりやや大きい。なお、縦が227mmになるタイプのものもある。また、これを倍にした大きさの菊倍判（縦304mm×横218mm、縦304mm×横227mm）も雑誌等でしばしば使われる。ただし、雑誌で使用される場合はこれより一回り小さいサイズとなることが多い。